# Гамбурян, Манвел
Манвел Гамбурян (англ. Manvel Gamburyan, арм. Մանվել Գամբուրյան; род. 8 мая 1981, Гюмри) — американский боец армянского происхождения, представитель лёгкой, полулёгкой и легчайшей весовых категорий. Выступал на профессиональном уровне в период 1999—2016 годов, известен по участию в турнирах бойцовских организаций UFC, WEC, KOTC и др. Был претендентом на титул чемпиона WEC в полулёгком весе. Финалист бойцовского реалити-шоу The Ultimate Fighter.

## Биография
Манвел Гамбурян родился 8 мая 1981 года в городе Гюмри Ширакской области Армянской ССР. В возрасте десяти лет вместе с родителями переехал на постоянное жительство в США, где начал серьёзно заниматься дзюдо, неоднократно становился победителем и призёром различных юниорских соревнований, получил в этой дисциплине чёрный пояс и второй дан. С пятнадцати лет также осваивал кёкусин-карате. Проходил подготовку в зале Hayastan MMA Academy в Северном Голливуде под руководством тренеров Гокора Чивичяна и Джина Лебелла.

### Начало профессиональной карьеры
Дебютировал в смешанных единоборствах на профессиональном уровне уже в возрасте 17 лет в феврале 1999 года, за один вечер заставил сдаться сразу двоих соперников: первого за 17 секунд, второго за 16. Дрался в небольших американских промоушенах, таких как Kage Kombat и Reality Submission Fighting. В марте 2001 года потерпел первое в профессиональной карьере поражение, уступив по очкам Шону Шерку, будущему чемпиону UFC.
В августе 2003 года выступил на турнире King of the Cage, где за 21 секунду нокаутировал достаточно известного бразильца Жоржи Сантиагу. Его двоюродный брат Каро Парисян дал ему прозвище «Питбуль» за умение намертво вцепляться в соперника.

### The Ultimate Fighter
После длительного перерыва в спортивной карьере в 2007 году Гамбурян стал участником пятого сезона популярного бойцовского реалити-шоу The Ultimate Fighter, присоединившись к команде наставника Дженса Палвера. При этом ему дали новое прозвище «Наковальня», поскольку «Питбуль» на тот момент уже использовался такими известными бойцами Андрей Орловский и Тиагу Алвис.
На предварительном этапе он благополучно прошёл Ноа Томаса, применив на нём обратный узел локтя, затем победил по очкам Мэтта Уимана и Джо Лозона на стадиях четвертьфиналов и полуфиналов соответственно. Во всех этих поединках Гамбурян считался андердогом из-за своего небольшого роста, и после боя с Лозоном президент UFC Дэйна Уайт лично извинился перед ним за то, что недооценивал его.
В финальном решающем поединке, состоявшемся в июне 2007 года в Лас-Вегасе, встретился с другим финалистом Нейтом Диасом. Гамбурян контролировал ход всего поединка, но во втором раунде вывихнул плечо и вынужден был сдаться. Не считая этого случая, он больше никогда никому не сдавался на протяжении всей своей дальнейшей карьеры в ММА.

### Ultimate Fighting Championship
Несмотря на проигрыш в финале TUF, Гамбурян всё же получил возможность подписать контракт с крупнейшей бойцовской организацией мира Ultimate Fighting Championship. В последующие годы он победил здесь Нейта Мора и Джеффа Кокса, но проиграл Робу Эмерсону и Тиагу Таварису.

### World Extreme Cagefighting
Потерпев два поражения подряд, Гамбурян решил спуститься в полулёгкую весовую категорию и начал выступать в родственной UFC организации World Extreme Cagefighting. Отметился здесь победами над такими бойцами как Джон Франки, Леонард Гарсия и Майк Браун — в последнем случае заработал бонус за лучший нокаут вечера.
Благодаря череде удачных выступлений удостоился права оспорить титул чемпиона в полулёгком весе, который на тот момент принадлежал бразильцу Жозе Алду. Во втором раунде чемпионского боя Алду нокаутировал Гамбуряна, тем самым сохранив за собой чемпионский пояс.
Когда в октябре 2010 года организация WEC была окончательно поглощена UFC, все сильнейшие бойцы оттуда автоматически перешли на контракт к новому владельцу, в том числе перешёл и Гамбурян.

### Возвращение в UFC
На протяжении шести последующих лет в период 2011—2016 годов Манвел Гамбурян неизменно выступал в октагоне UFC. Ему удалось выиграть здесь у таких сильных соперников как Митихиро Омигава, Коул Миллер, Коди Гибсон и Скотт Йоргенсен. Тем не менее, пять других поединков он проиграл, а один из боёв был признан несостоявшимся, поскольку его соперник Деннис Зифер провалил допинг-тест.
Проиграв техническим нокаутом бразильцу Джонни Эдуарду в ноябре 2016 года, Гамбурян сразу же объявил о завершении спортивной карьеры.

## Титулы и достижения

### Смешанные единоборства
- Ultimate Fighting Championship
  - Финалист 5 сезона The Ultimate Fighter
- World Extreme Cagefighting
  - Нокаут вечера против Майка Брауна

## Статистика
| Боёв 26         | Побед 15 | Поражений 10 |
| --------------- | -------- | ------------ |
| Нокаутом        | 2        | 4            |
| Сдачей          | 7        | 1            |
| Решением        | 6        | 5            |
| Не состоявшихся | 1        | 1            |

| Результат    | Рекорд    | Соперник         | Способ                       | Турнир                                | Дата             | Раунд | Время | Место               | Примечание                                                    |
| ------------ | --------- | ---------------- | ---------------------------- | ------------------------------------- | ---------------- | ----- | ----- | ------------------- | ------------------------------------------------------------- |
| Поражение    | 15-10 (1) | Джонни Эдуарду   | TKO (удары руками)           | UFC Fight Night: Bader vs. Nogueira 2 | 19 ноября 2016   | 2     | 0:46  | Сан-Паулу, Бразилия | Объявил о завершении карьеры.                                 |
| Поражение    | 15-9 (1)  | Джон Додсон      | TKO (удары руками)           | UFC on Fox: Teixeira vs. Evans        | 16 апреля 2016   | 1     | 0:37  | Тампа, США          |                                                               |
| Победа       | 15-8 (1)  | Скотт Йоргенсен  | Единогласное решение         | UFC Fight Night: Mir vs. Duffee       | 15 июля 2015     | 3     | 5:00  | Сан-Диего, США      |                                                               |
| Победа       | 14-8 (1)  | Коди Гибсон      | Сдача (гильотина)            | UFC 178                               | 27 сентября 2014 | 2     | 4:56  | Лас-Вегас, США      | Дебют в легчайшем весе.                                       |
| Поражение    | 13-8 (1)  | Ник Ленц         | Единогласное решение         | UFC Fight Night: Brown vs. Silva      | 10 мая 2014      | 3     | 5:00  | Цинциннати, США     |                                                               |
| Не состоялся | 13-7 (1)  | Деннис Зифер     | NC (результат отменён)       | UFC 168                               | 28 декабря 2013  | 3     | 5:00  | Лас-Вегас, США      | Зифер выиграл единогласным решением, но провалил допинг-тест. |
| Победа       | 13-7      | Коул Миллер      | Единогласное решение         | UFC Fight Night: Shogun vs. Sonnen    | 17 августа 2013  | 3     | 5:00  | Бостон, США         |                                                               |
| Победа       | 12-7      | Митихиро Омигава | Единогласное решение         | UFC on Fox: Shogun vs. Vera           | 4 августа 2012   | 3     | 5:00  | Лос-Анджелес, США   |                                                               |
| Поражение    | 11-7      | Диегу Нунис      | Единогласное решение         | UFC 141                               | 30 декабря 2011  | 3     | 5:00  | Лас-Вегас, США      |                                                               |
| Поражение    | 11-6      | Тайсон Гриффин   | Решение большинства          | UFC Live: Kongo vs. Barry             | 26 июня 2011     | 3     | 5:00  | Питтсбург, США      |                                                               |
| Поражение    | 11-5      | Жозе Алду        | KO (удары руками)            | WEC 51                                | 30 сентября 2010 | 2     | 1:32  | Брумфилд, США       | Бой за титул чемпиона WEC в полулёгком весе.                  |
| Победа       | 11-4      | Майк Браун       | KO (удары руками)            | WEC 48                                | 24 апреля 2010   | 1     | 2:22  | Сакраменто, США     | Нокаут вечера.                                                |
| Победа       | 10-4      | Леонард Гарсия   | Единогласное решение         | WEC 44                                | 18 ноября 2009   | 3     | 5:00  | Лас-Вегас, США      |                                                               |
| Победа       | 9-4       | Джон Франки      | Единогласное решение         | WEC 41                                | 7 июня 2009      | 3     | 5:00  | Сакраменто, США     | Дебют в полулёгком весе.                                      |
| Поражение    | 8-4       | Тиагу Таварис    | Единогласное решение         | UFC 94                                | 31 января 2009   | 3     | 5:00  | Лас-Вегас, США      |                                                               |
| Поражение    | 8-3       | Роб Эмерсон      | KO (удары руками)            | UFC 87                                | 9 августа 2008   | 1     | 0:12  | Миннеаполис, США    |                                                               |
| Победа       | 8-2       | Джефф Кокс       | Сдача (гильотина)            | UFC Fight Night: Florian vs. Lauzon   | 2 марта 2008     | 1     | 1:41  | Брумфилд, США       |                                                               |
| Победа       | 7-2       | Нейт Мор         | Слада (замок ахилла)         | UFC 79                                | 29 декабря 2007  | 1     | 1:31  | Лас-Вегас, США      |                                                               |
| Поражение    | 6-2       | Нейт Диас        | Сдача (травма плеча)         | The Ultimate Fighter 5 Finale         | 23 июня 2007     | 2     | 0:20  | Лас-Вегас, США      | Финал The Ultimate Fighter 5 в лёгком весе.                   |
| Победа       | 6-1       | Сэмми Морган     | Единогласное решение         | RSF: Shooto Challenge 2               | 2 января 2004    | 3     | 5:00  | Белвилл, США        |                                                               |
| Победа       | 5-1       | Жоржи Сантиагу   | KO (удар рукой)              | KOTC 27: Aftermath                    | 10 августа 2003  | 1     | 0:21  | Сан-Джасинто, США   |                                                               |
| Поражение    | 4-1       | Шон Шерк         | Единогласное решение         | Reality Submission Fighting 3         | 30 марта 2001    | 1     | 18:00 | Белвилл, США        |                                                               |
| Победа       | 4-0       | Пэт Бенсон       | Сдача (гильотина)            | Reality Submission Fighting 2         | 2 января 2001    | 1     | 2:01  | Белвилл, США        |                                                               |
| Победа       | 3-0       | Даррен Брайант   | Сдача (скручивание пятки)    | Kage Kombat 14                        | 5 марта 1999     | 1     | 0:35  | Лос-Анджелес, США   |                                                               |
| Победа       | 2-0       | Тимоти Моррис    | Техническая сдача (удушение) | Kage Kombat 12                        | 1 февраля 1999   | 1     | 0:16  | Лос-Анджелес, США   |                                                               |
| Победа       | 1-0       | Дэнни Хендерсон  | Сдача (рычаг локтя)          | Kage Kombat 12                        | 1 февраля 1999   | 1     | 0:17  | Лос-Анджелес, США   |                                                               |